# Бурлака, Виктор Васильевич
Виктор Васильевич Бурлака (08.10.1930-20.04.1975) — советский агроном, член-корреспондент ВАСХНИЛ (1972).
Родился в с. Середовка Згуровского района Полтавской области. Окончил Днепропетровский СХИ (1954).
В 1954—1957 главный агроном Большерецкой (после реорганизации — Камчатской) МТС. С 1957 научный сотрудник, в 1961—1971 заместитель директора по научной работе Дальневосточного НИИ сельского хозяйства.
С 1971 г. директор НИИ сельского хозяйства Северного Зауралья.
Доктор сельскохозяйственных наук (1969), профессор (1971), член-корреспондент ВАСХНИЛ (1972).
Награждён орденами Трудового Красного Знамени, «Знак Почёта», медалями «За трудовую доблесть», «За доблестный труд. В ознаменование 100-летия со дня рождения Владимира Ильича Ленина».
Автор более 100 научных трудов, в том числе 36 книг и брошюр, из них 5 монографий.
Публикации:
- Растениеводство Дальнего Востока / Дальневост. НИИСХ. — Хабаровск: Кн. изд-во, 1965. — 495 с.
- Биологические основы растениеводства на переувлажненных почвах / Дальневост. НИИСХ. — Хабаровск: Кн. изд-во, 1967. — 279 с.
- Соя в северных районах Амурской области / соавт.: В. М. Пенчуков, Я. Я. Скродерс; Дальневост. НИИСХ. — Благовещенск, 1971. — 95 с.
- Растениеводство Северного Зауралья. — Тюмень, 1975. — 434 с. — (Тр. 1 НИИСХ Сев. Зауралья; вып. 11).
- Картофелеводство Сибири и Дальнего Востока. — М.: Колос, 1978. — 208 с.